# Băile Felix
Băile Felix è un villaggio nel comune di Sânmartin, nella provincia di Bihor, Crișana, in Romania. Famoso per i suoi bagni termali, si trova a circa 10 km a sud di Oradea.
Si tratta della più grande località termale della Romania ed è aperta tutto l'anno. Inoltre è seconda per numero di alloggi disponibili sul territorio nazionale, superata solo dal litorale del Mar Nero. Le strutture esistenti in questo resort consentono il trattamento efficace di reumatismi e malattie neurologiche, ginecologiche, e sono presenti apparecchi per trattamenti come: elettroterapia, idroterapia, aerosol, massaggi, impacchi di paraffina (e altri trattamenti specifici).

## Storia

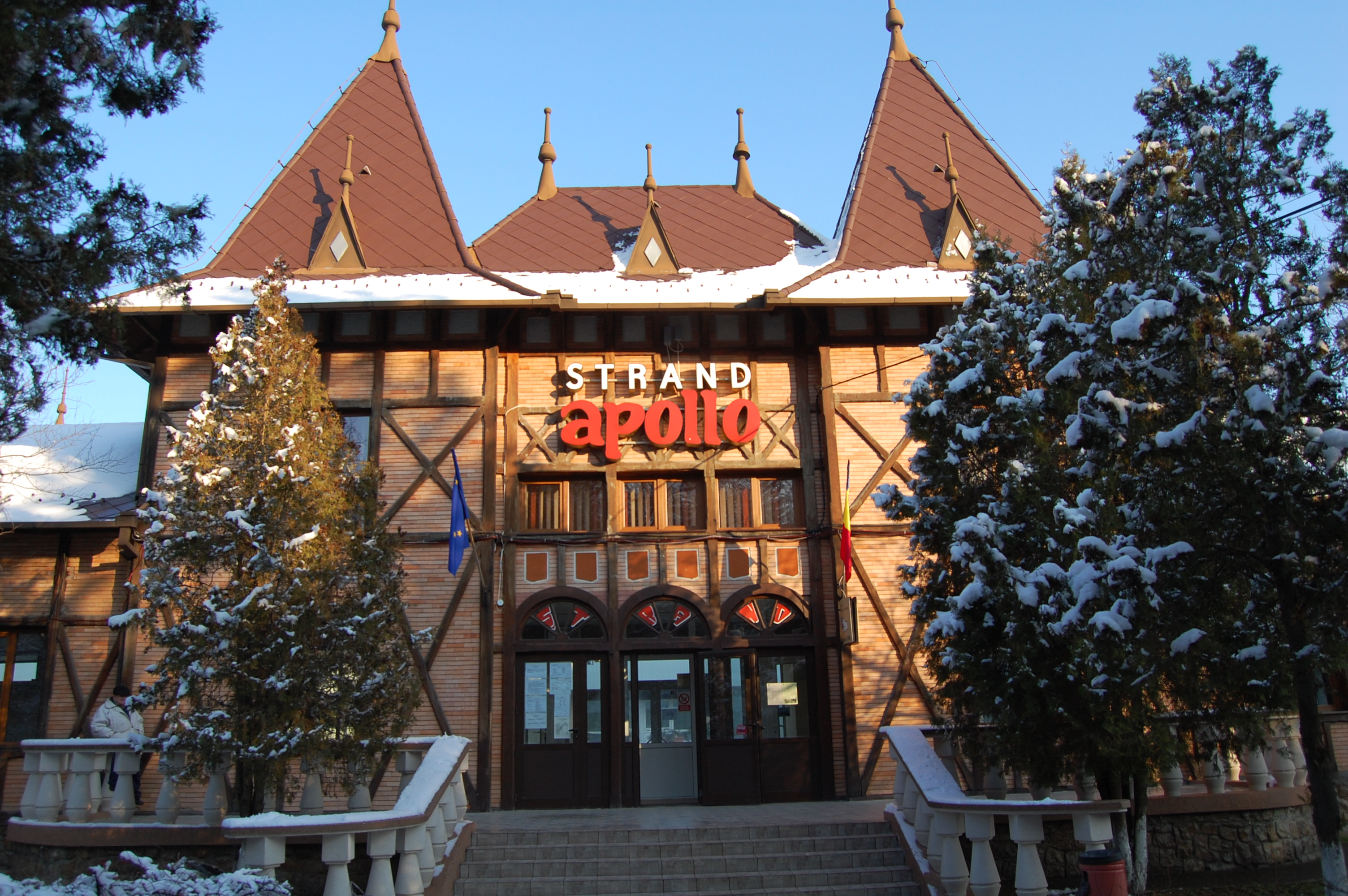
la Piscina Apollo dei Bagni Felix

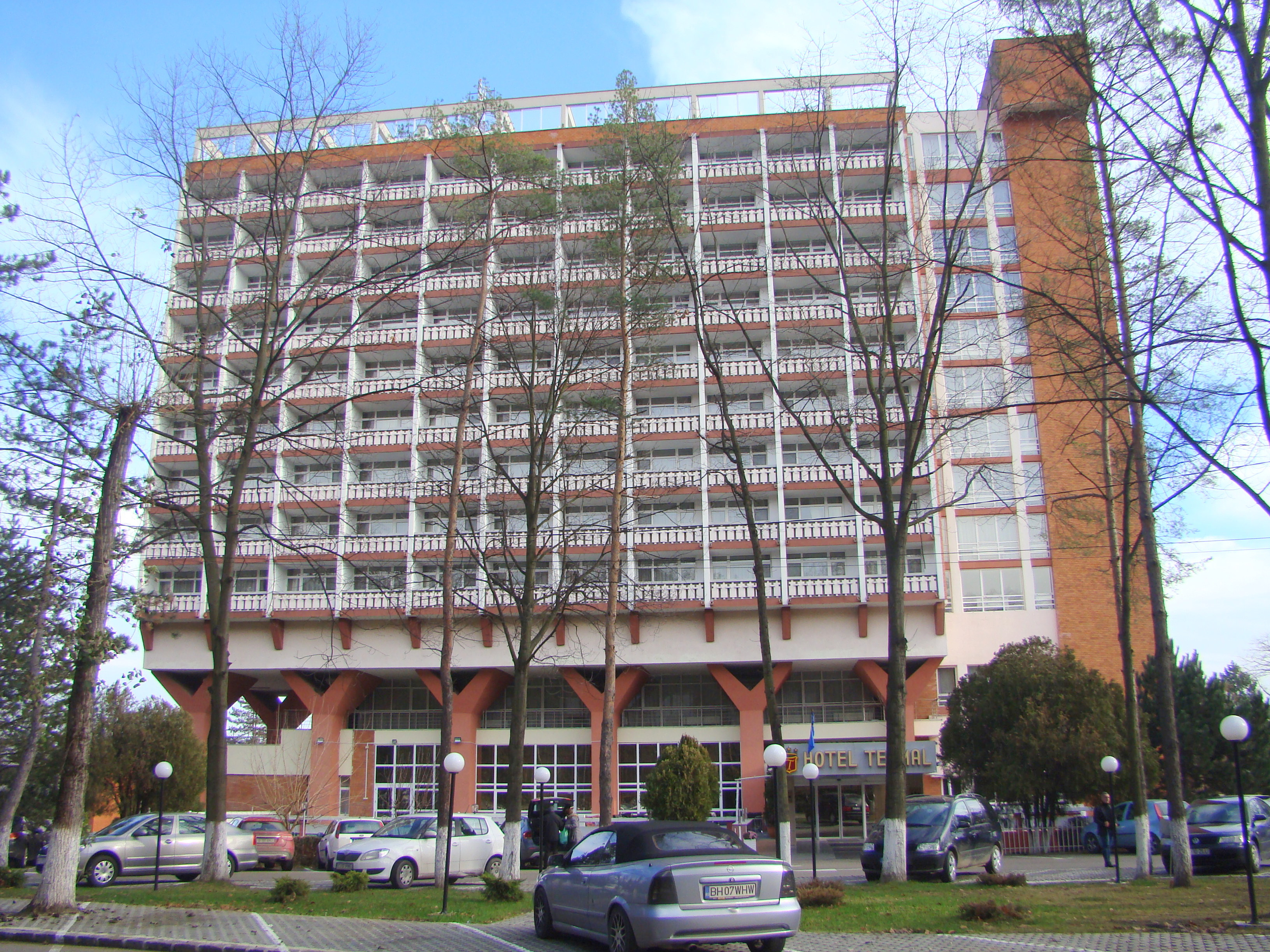
Hotel termale

Le sorgenti termali iniziarono ad essere sfruttate a partire dal XVIII secolo, dal monaco Felix Helcher, proveniente dal monastero di Klosterbruck, in Moravia. Il monaco era amministratore del monastero di Sânmartin. Tra il 1711 e il 1721 furono costruite le prime strutture adibite alle cure termali, con il nome di "Il bagno di Felix" (in ungherese Félixfürdő). Felix Helcher morì nel 1737. Nel 1885 venne trovata una nuova sorgente, con una temperatura di 49 °C.
Le sorgenti termali furono scoperte secondo alcuni intorno all'anno 1000, secondo altri intorno al 1200, mentre altri esperti ancora sostengono che sarebbero state scoperte soltanto intorno al 1700. L'unico fatto non contestato dagli storici è la costruzione dei primi edifici in questa località, tra il 1711 e il 1721.
I possedimenti del monastero di Sânmartin sono stati statalizzati nel 1948 dalle autorità comuniste. Diversi punti di raduno furono costruiti sulle terre nazionalizzate, inclusa una base dei Servizi segreti comunisti. Quest'ultima è stata rivendicata dall'Ordine dei Premonstratensi.

## Turismo
Le Terme di Felix sono il più grande resort con attività perpetua in Romania, e si trovano a pochi kilometri da Oradea. La temperatura delle acque termali varia tra i 20 e i 49 gradi Celsius. A causa dell'alto contenuto di sali minerali in queste acque termali, i medici consigliano vivamente ai pazienti trattamenti e cure in questo resort. Attraverso la rete alberghiera, le terme offrono 7000 posti di alloggio, oltre a piscine all'aperto e al coperto, e aria pulita. Il clima mite permette di coltivare ninfee subtropicali nei laghi della località. Grazie alle acque termali e al gran numero di turisti che vi si recano ogni anno, è stato sviluppato anche un sistema di alloggi privati.

### Attrazioni turistiche
- Laghi con ninfee e fiori di loto; laghi popolati di tartarughe e pesci esotici.
- Piscina con acqua termale Apollo (1900).
- Parco acquatico coperto della località.
- La Riserva Naturale "Pârâul Peța" di Băile 1 Mai, ospita 3 specie naturali protette: Nymphaea Lotus Thermalis (varietà unica in Europa, reliquia dell'era terziaria), il pesce "Roșioara lui Racoviță" (specie endemica, dal nome del naturalista rumeno Emil Racoviță) e la lumaca Melanopsis Parreyssi (sopravvissuta all'era glaciale).

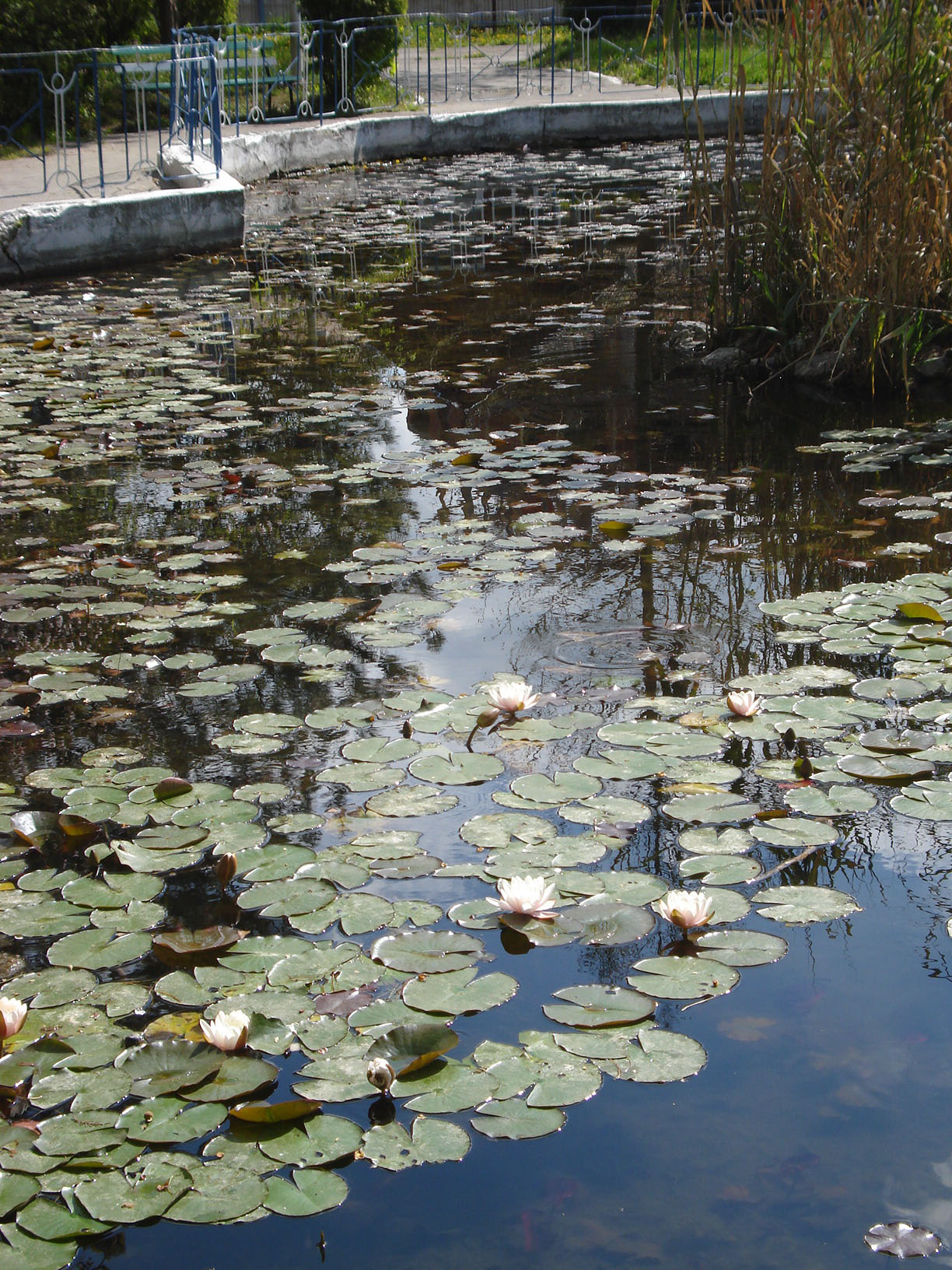
Riserva delle ninfee delle Terme Felix

- La piscina con onde artificiali di Băile 1 Mai (la più antica della Romania - circa 107 anni)
- Il fenomeno carsico del colle Șomleului, la fossa di Betfia o la fossa “Hudra Bradii” (impropriamente chiamata dagli abitanti locali “Il cratere di Betfia”). La fossa ha una profondità di 86 metri, ed il suo pozzo ha una profondità quasi verticale di 54 metri.

Chi fosse interessato alla storia e all'architettura può visitare i seguenti luoghi:
- Haieu Chapel, imponente chiesa-sala di origine medievale (sec. XIV), in cui si possono ancora osservare elementi architettonici romanici, cistercensi e gotici (restaurata nel 1977);
- Palazzo Sanifarm, un ex monastero appartenuto all'ordine monastico di San Vincenzo, e bellissimo edificio di architettura barocca, edificato nel XVIII secolo.[2];
- La Chiesa Ortodossa di Rontău (sec. XV);
- Chiesa ortodossa di Haieu;
- Chiesa romano-cattolica di Haieu (dove si trovano anche Baile 1 Mai);
- la Chiesa Unita (greco-cattolica) di Haieu (1906);
- La chiesa in legno di Brusturi e la chiesa greco-cattolica delle Terme Felix.

Le sorgenti geotermali, con temperature che oscillano tra i 43–49 °C, hanno proprietà curative certificate, e sono ricche di oligoelementi, bicarbonati, calcio e sodio. I fanghi termali hanno proprietà sapropeliche.
Il clima è caratterizzato da inverni miti ed estati moderate, e favorisce l'esistenza di un vasto bosco di latifoglie, che conferisce alla località un'atmosfera ideale in ogni stagione, rendendola adatta al relax e alle cure, tanto che la pioggia o il freddo dell'inverno non sono di ostacolo a un bagno nelle calde sorgenti geotermali all'aperto. Dopo il 1989, le terme hanno subito uno sviluppo più rapido, e attualmente nella località esistono molte pensioni e ville dotate di un comfort eccezionale, che rispettano standard internazionali di eccellenza. Chi visita le Terme di Felix, ha inoltre la possibilità di iscriversi alle escursioni organizzate presso la Grotta degli Orsi, nella località di Chiscau.
- La grotta degli Orsi è l'unica grotta del paese progettata e realizzata secondo standard internazionali, ed è unica soprattutto per la densità di fossili di orsi delle caverne. La Grotta degli Orsi a Chiscau non smette mai di stupire sia turisti che scienziati.

## Galleria d'immagini

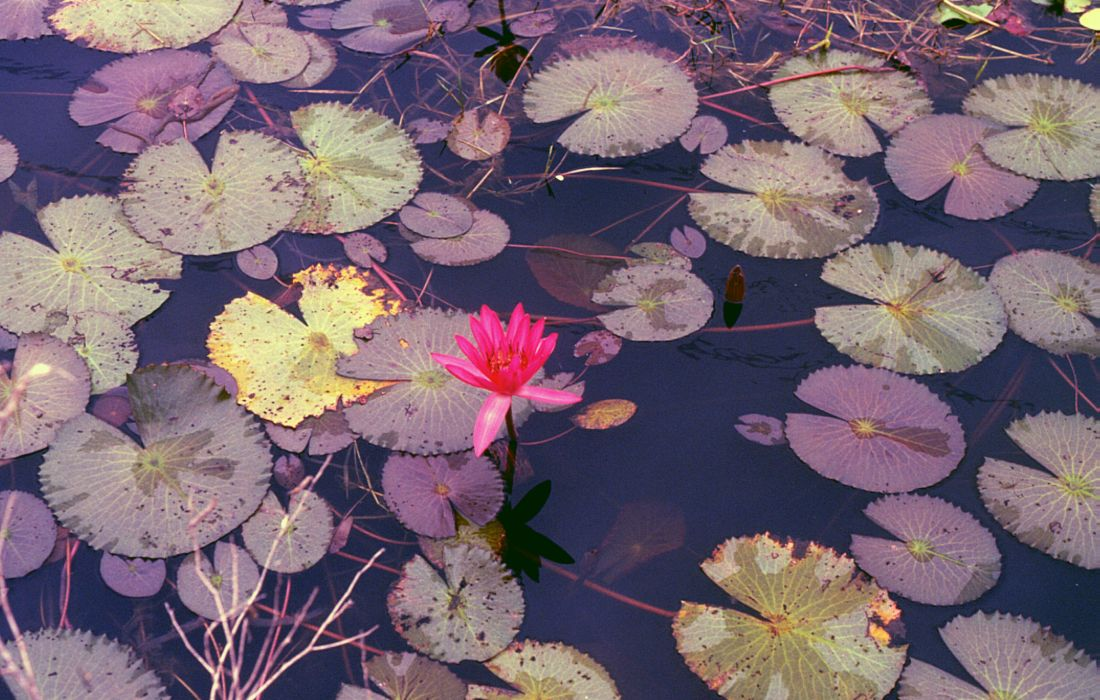
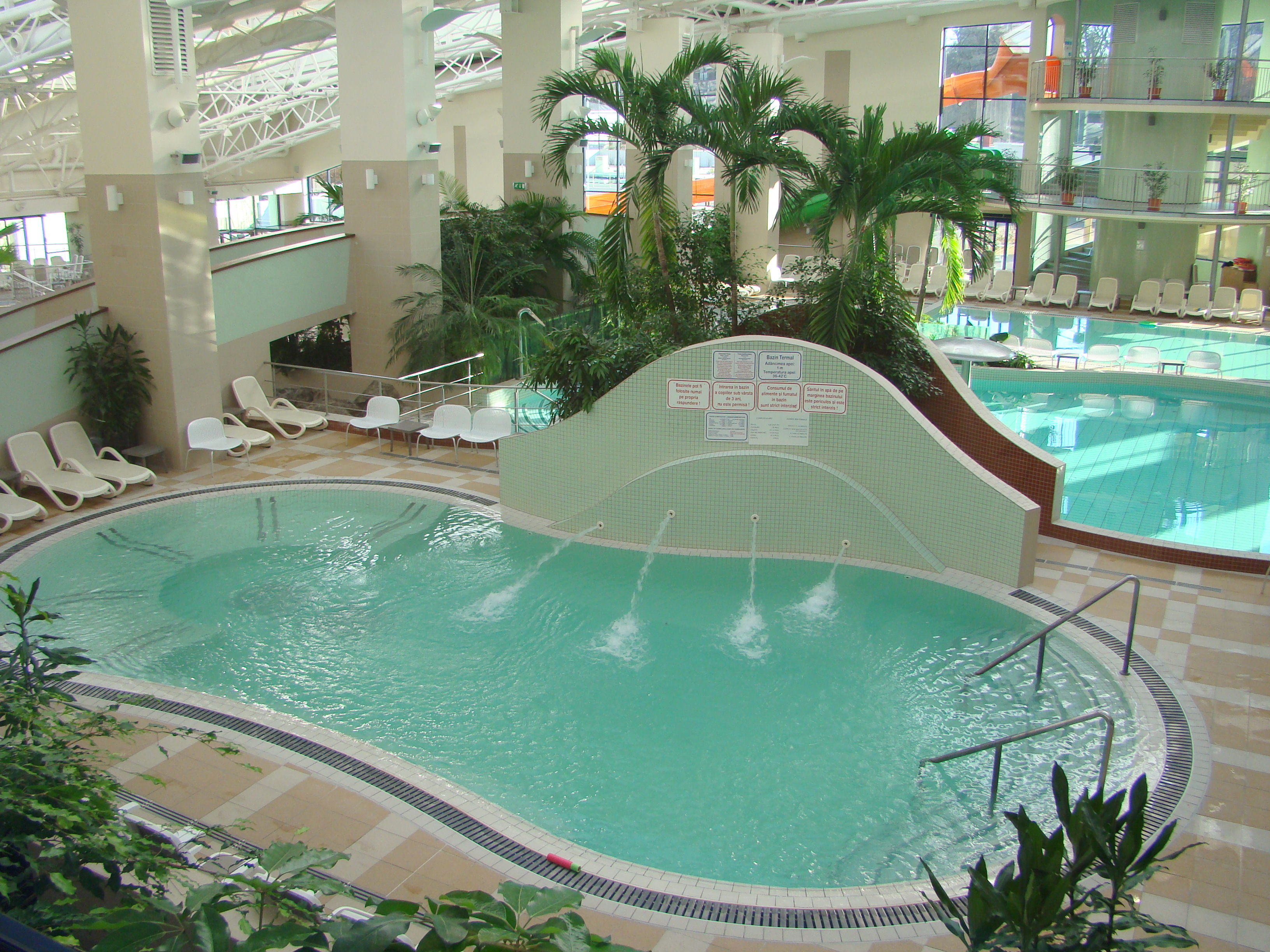
Lotus Therm Spa & Luxury Resort
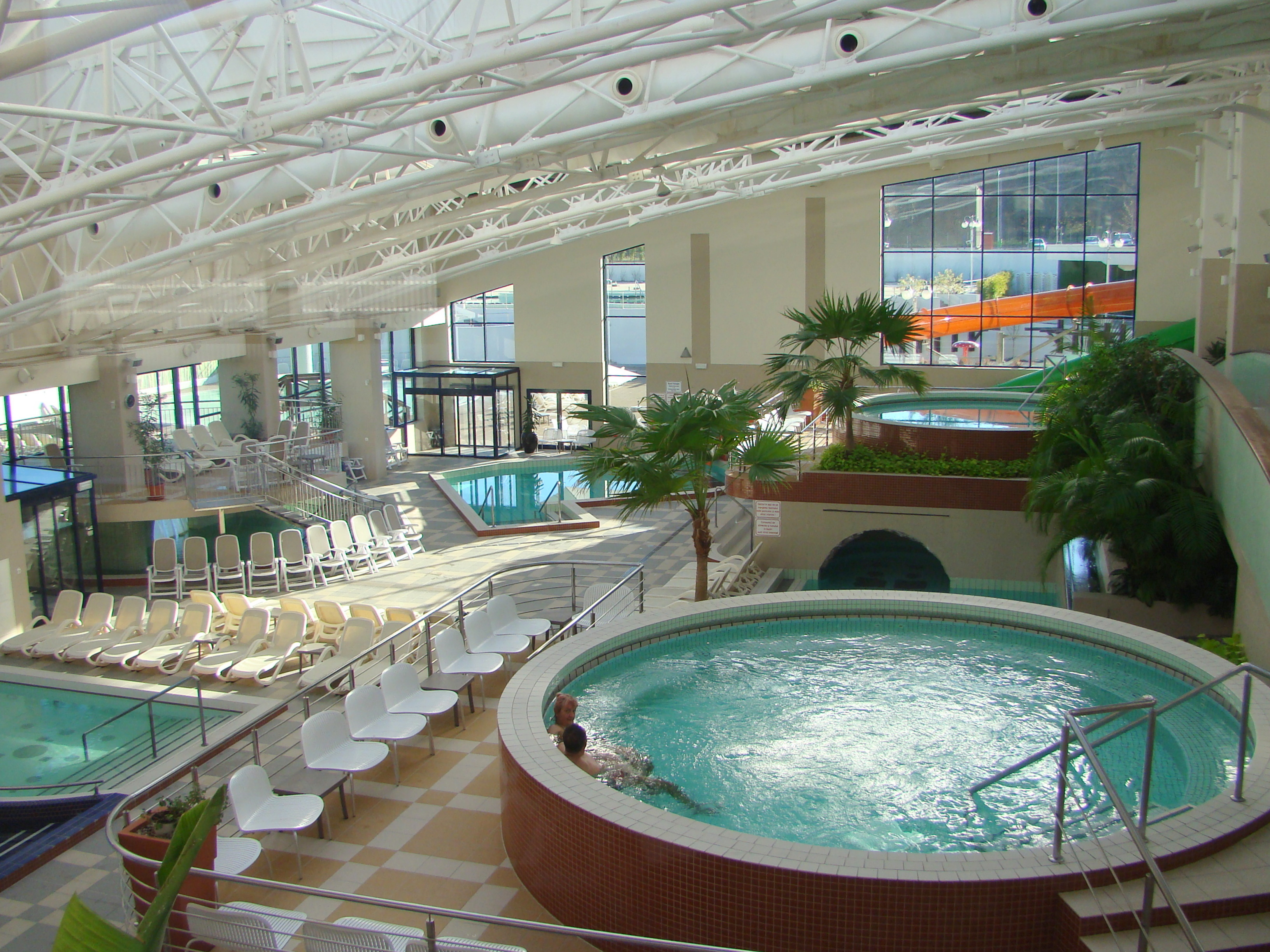
Lotus Therm Spa & Luxury Resort
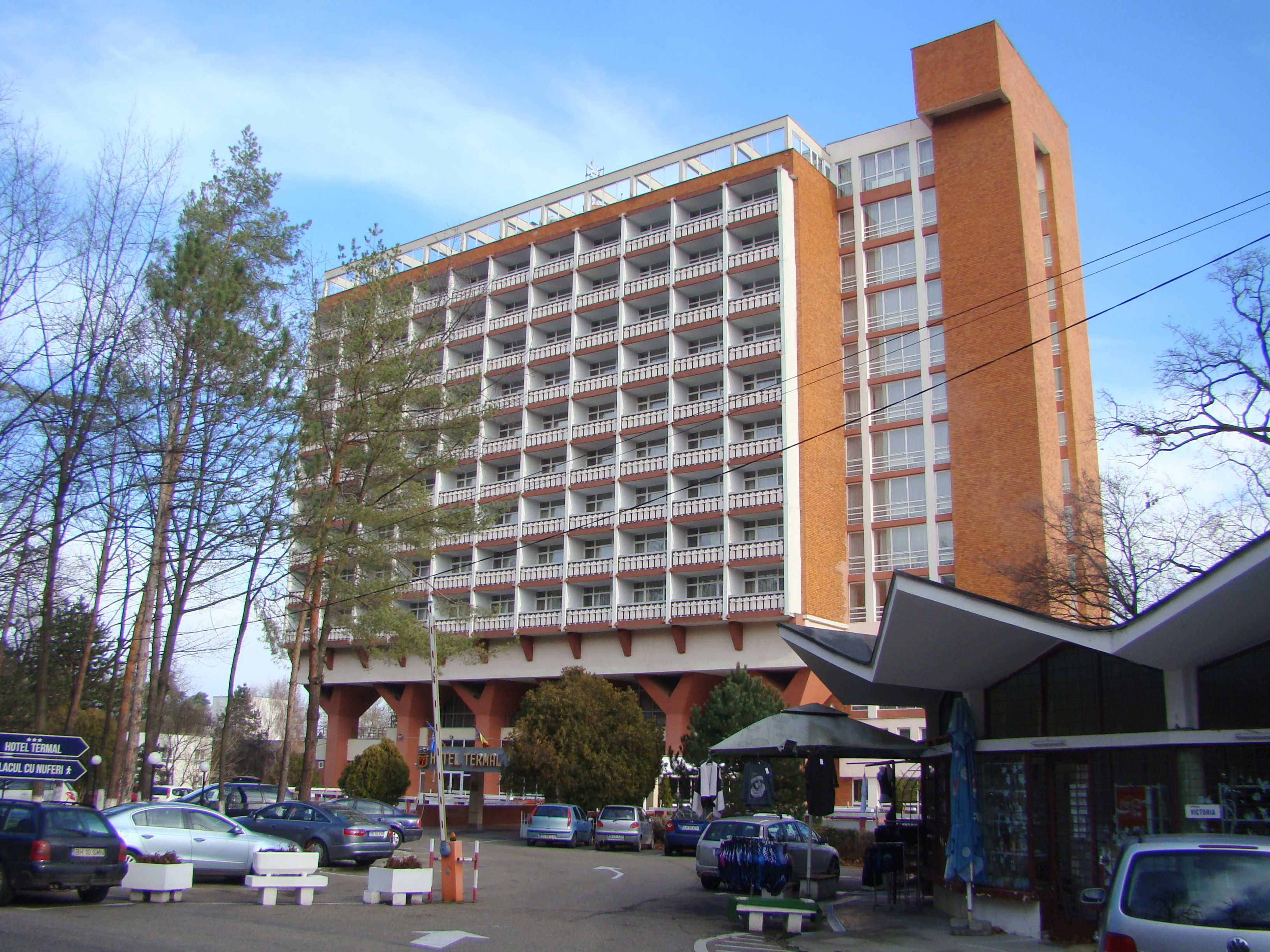
Hotel Termal
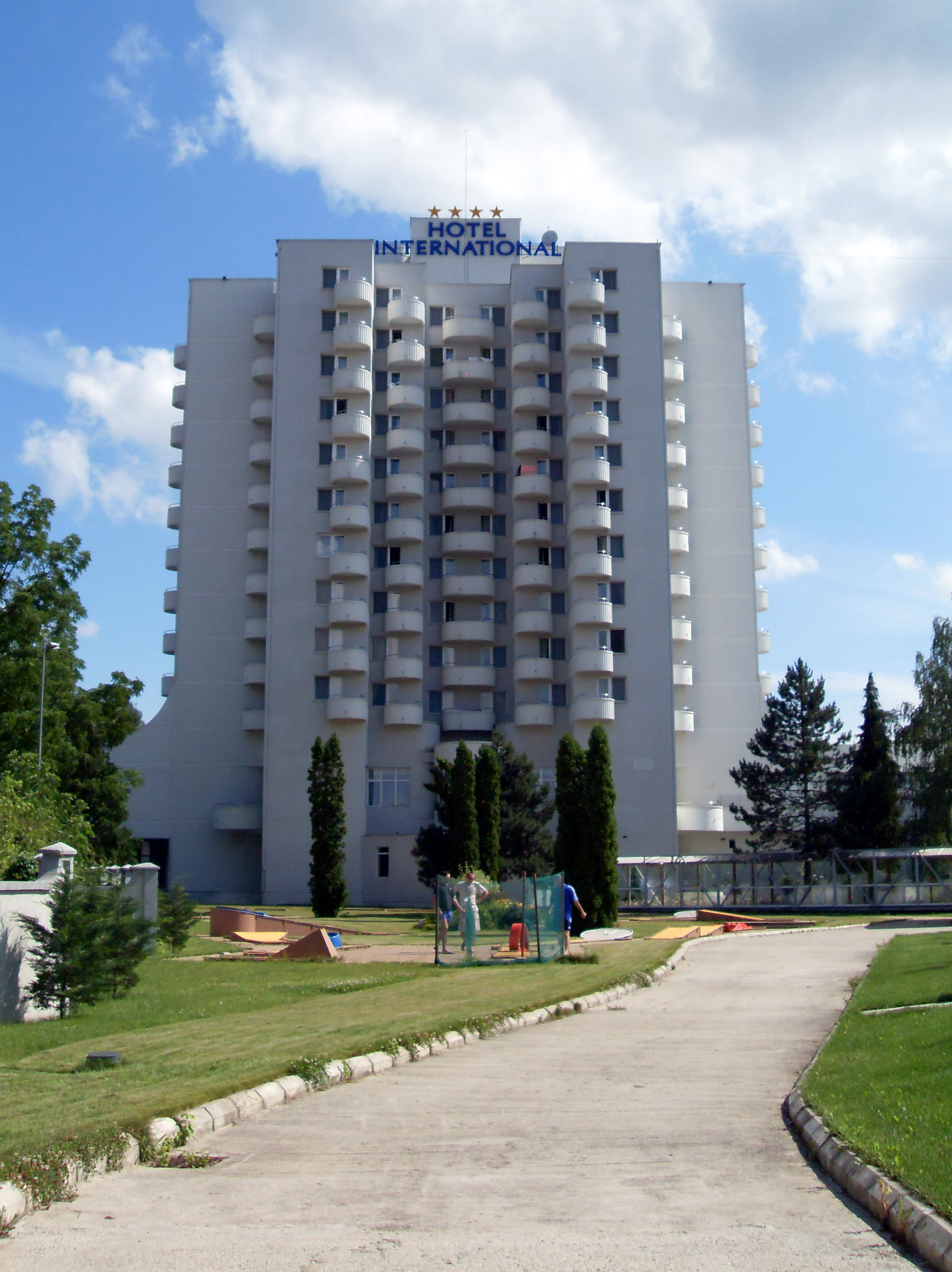
Hotel Internațional
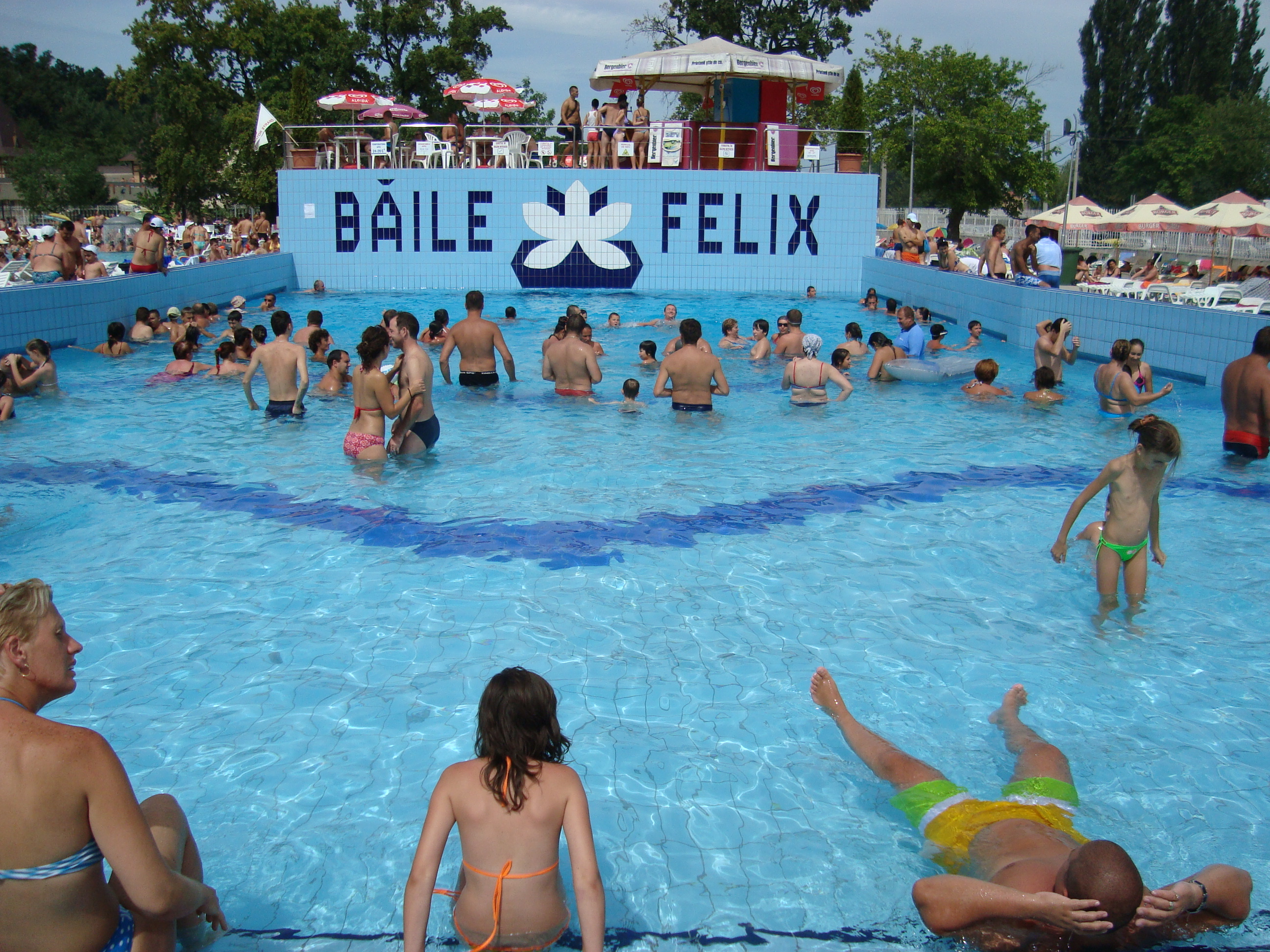
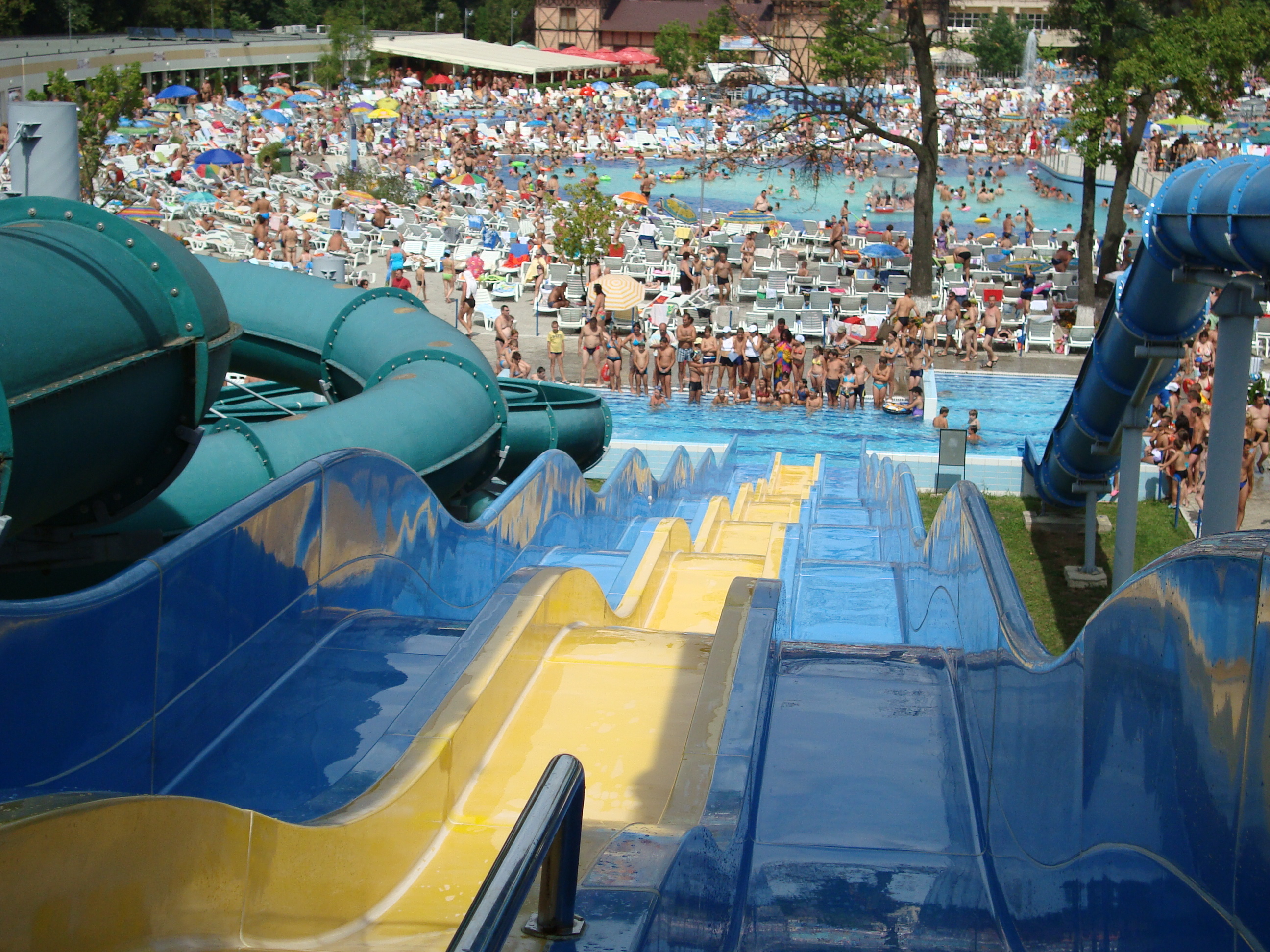